# Stormzy
Michael Ebenazer Kwadjo Omari Owuo, Jr. (født 26. juli 1993 i London, England), bedre kendt under sin kunstnernavn Stormzy, er en engelsk grime og Hiphop-artist. Han begyndte at rappe i en alder af 11 år og battlede mod ældre rappere i sin lokale ungdomsklub.

## Politisk aktivisme
Den 5. maj 2016, samme dag som borgmestervalget i London skrev Stormzy på sin Twitter-profil, at han håbede, at ingen stemte på den Konservative kandidat, Zac Goldsmith. I et interview med den britiske avis The Guardian senere samme måned erklærede han sin støtte Labour-lederen Jeremy Corbyn.
I 2017, da Jeremy Corbyn overrækte Stormzy prisen som Bedste Soloartist til GQ Men of The Year-prisuddelingen, kaldte han den daværende premierminister Theresa May en "paigon", hvilket er britisk slang for en utroværdig person.
Under en freestylerap til Brit Awards den 21. februar 2018 sang han "Theresa May, where’s the money for Grenfell?" - "Hvor er pengene til Grenfell?" - hvor han henvender sig direkte til den daværende premierminister Theresa May. Han refererer her til Branden i Grenfell Tower og kritiserer den daværende britiske regerings håndtering af sagen. Hans kritik fik dagen efter premierministerens kontor til at komme med en officiel udtalelse, der forsvarede May.
I hans hitlistetoppende sang Vossi Bop fra april 2019 rapper Stormzy "Fuck the government and fuck Boris" - "Fuck regeringen og fuck Boris." Han henvender sig her til den Konservative britiske regering og i særdeleshed premierminister Boris Johnson, som han blandt har kritiseret for at være skyld i udbredelsen og stigningen af racisme i landet.
Den 25. november 2019 annoncerede han, at han officielt støttede partiet Labour ved Parlamentsvalget den 12. december 2019 og derved deres leder, Jeremy Corbyn til Premierministerposten. Samtidig opfordrede han alle, uanset politisk tilhørsforhold, til at registrere sig som vælgere til det kommende valg. Dagen han tweetede dette til sine mere end 1 million følgere på Twitter, registrerede over 336.000 sig som vælgere, hvilket var mere end 250.000 flere end dagen forinden.

## Priser
- MOBO Awards:
  - Best Grime Act (2014, 2015)
  - Best Male Act (2015)

## Diskografi
Album
- Gang Signs & Prayer (2017)
- Heavy Is The Head (2019)
- This Is What I Mean (2022)

Singler
- Know Me From (2015)
- WickedSkengMan 4 (2015)
- Dude (Lethal Bizzle & Stormzy, 2015)
- Standard (2015)
- Scary (2016)
- Big for Your Boots (2017)
- Cold (2017)
- Cigarettes & Cush (feat. Kehlani, 2017)
- Blinded by Your Grace, Pt. 2 (feat. MNEK, 2017)
- Vossi Bop (2019)
- Crown (2019)
- Sounds of the Skeng (2019)
- Wiley Flow (2019)
- Own it (feat. Ed Sheeran og Burna Boy, 2019)
- Audacity (feat. Headie One, 2019)
- Disappointed (2020)
- Still Disappointed (2020)